# Учебный центр Графенвёр
Учебный центр Графенвор (нем. Truppenübungsplatz Grafenwöhr, англ. Grafenwoehr Training Area), также известный как Гарнизон армии США Графенвёр (англ. U.S. Army Garrison Grafenwoehr) — учебная база армии США, расположенная недалеко от г. Графенвёр, восточная Бавария, Германия на площади 232 км².
Крупнейший военный учебный центр США в Европе. База находится в ведении Объединенного многонационального учебного командования 7-й армии и включает в себя полигоны для обучения боевой стрельбе.

## ВСУ
Начиная с января 2023 года на базе проводится обучение военнослужащих Вооруженых сил Украины. 5-недельный курс включает обучение совместным действиям соединений и взаимодействию различных родов войск в наступлении.